# 阮秋姮
阮秋姮（1991年9月5日—），越南女主持人、Youtuber、綜藝節目WTO姐妹會嘉賓、越南語講師、大學講師及演員。高中畢業後，赴台灣就讀大學，長期旅居當地，從事文化交流、主持、越南語教學等工作。
她於2018年擔任中華民國國慶典禮主持人，亦是首度有台灣新住民擔任國慶典禮主持人。2021年，入圍第56屆金鐘獎戲劇節目最具潛力新人獎及第26屆亞洲電視大獎最佳女配角獎。

## 生平
阮秋姮出生於越南北部富壽省的農村，幼時秋姮母親赴台灣擔任幫傭，她因而負起照顧兩個妹妹的責任。當阮秋姮高中畢業後，由於「不知未來如何是好」，在網咖廝混了一年，直到因打架被抓入警局，才意識到要有所改變。之後，她詢問曾在台灣工作的母親，並獲得母親資助，阮秋姮得以在2010年赴台灣學習中文，日後就讀於德明財經科技大學會計資訊系。
2015年，阮秋姮參與中華電視公司節目時，遇見了從事廣告傳播的厲家揚，二人因而相識、相戀，翌年二人一同設立YouTube頻道「Hang TV - 越南夯台灣」，拍攝越南語言、文化等相關影片。同時隨著越南、台灣經貿往來，產生越南語教學需求，她亦開始擔任越南語講師，並推出越南語教學書。
2017年年底，阮秋姮與男友厲家揚步入婚姻，也在同年7月發布了一則影片，名為「我的媽媽是外籍幫傭」，闡述母親的工作經歷與母親為家庭的付出，獲得台灣及越南媒體報導。同年10月，擔任中華民國國慶典禮主持人，亦是首位擔任國慶典禮主持人的台灣新住民。
2021年3月23日，阮秋姮參演的大愛劇場《飄洋過海來愛你》正式播出，本劇是改編自嫁到台灣的越南新娘們的真實經歷，展現了四位台湾新住民所遭遇的處境和心情，阮秋姮在劇中飾演了「阮幸源」一角，並在劇中一步步克服與丈夫之間的年齡、文化及語言差異等等。而且，阮秋姮以《飄洋過海來愛你》入圍當年度第56屆金鐘獎戲劇節目最具潛力新人獎，以及亞洲電視大獎最佳女配角獎。
2024年12月，阮秋姮主持小公視越南語學習節目《越來越嗖鯊》。
2025年3月8日，阮秋姮參演的公視《化外之醫》正式播出。

## 主持節目
| 年份       | 頻道    | 節目名稱                 |
| 2016年至今 | Youtube | 《Hang TV - 越南夯台灣》 |
| 2024年至今 | 小公視  | 《越來越嗖鯊》           |

## 演出作品

### 長篇劇集
| 年份   | 頻道       | 劇名           | 角色   | 性質   | 導演   |
| 2021年 | 大愛電視台 | 飄洋過海來愛你 | 阮幸源 | 女主角 | 章可中 |
| 2025年 | 公視主頻   | 化外之醫       | 紅雲   | 女配角 | 廖士涵 |

### 長篇電影
| 年份   | 片名     | 角色   | 性質   | 導演   |
| 2022年 | 徘徊年代 | 裴秋蘭 | 女主角 | 張騰元 |

## 出版書籍
| 年份   | 書名                                     | 作者           | 出版社   | 國際書碼          |
| 2021年 | 套公式學越南語！生活．旅遊．經商會話速成 | 阮秋姮, 厲家揚 | 瑞蘭國際 | ISBN9789865560256 |

## 紀錄
| 年份   | 獎項                   | 作品               | 角色   | 結果 |
| ------ | ---------------------- | ------------------ | ------ | ---- |
| 2021年 | 戲劇節目最具潛力新人獎 | 《飄洋過海來愛你》 | 阮幸源 | 提名 |
| 2021年 | 第26屆亞洲電視大獎     | 《飄洋過海來愛你》 | 阮幸源 | 提名 |

## 外部連結
- 阮秋姮的Facebook專頁
- 阮秋姮的Instagram帳戶